# Richard Hägg
Richard Johan Hägg, född 31 oktober 1877 i Stockholm, död där 12 maj 1957, var en svensk paleontolog.
Richard Hägg var son till varumäklaren Anton Richard Mathias Hägg. Efter mogenhetsexamen i Stockholm 1897 studerade han vid Uppsala universitet och blev 1900 filosofie kandidat och 1907 filosofie licentiat där. Hägg var amanuens vid zoologiska institutionen 1907–1908, tjänstgjorde vid Sveriges geologiska undersökning 1906–1908 samt var vetenskapligt biträde vid Riksmuseets paleozoologiska avdelning 1908–1914 och assistent där 1915–1948. Hägg kom att i ett trettiotal större och smärre vetenskapliga skrifter behandla samtida, kvartära, tertiära och kretacéiska mollusker och brachiopoder med hänsyn till faunistik, djurgeografi, stratigrafi, nivåförändringar och klimatologi samt identifierade två för Sverige nya geologiska etager (wealden och gault). Han utförde även ingående och betydelsefulla inventeringar av skalbanksfaunan i Bohuslän och molluskfaunan i olika skånska kritområden.